# Złocista droga
Złocista droga (również : Złoty gościniec) (The Golden Road, 1913), powieść dla dziewcząt autorstwa kanadyjskiej pisarki; Lucy Maud Montgomery - ciąg dalszy przygód bohaterów Historynki.
Bracia Bev i Feliks Kingowie nadal przebywają u wujostwa na Wyspie Księcia Edwarda, gdzie świetnie się bawią w towarzystwie kuzynostwa Dana, Felicity i Cecyli Kingów, Sary Stanley (zwanej Historynką) oraz ich przyjaciół - Piotrka Craiga i Sary Ray.
Obie książki były inspiracją serialu Droga do Avonlea.